# 89. ракетно-артиљеријска бригада ВРС
89. ракетно-артиљеријска бригада је био једна од приштапских јединица Генералштаба Војске Републике Српске. Бригада је основана преустројавањем 389. ракетне бригаде 5. бањалучког корпуса ЈНА са командним местом у Бања Луци.

## Организација
Бригада је поред команде и позадинских јединица имала три ракетно-артиљеријска дивизиона (РАД). Команда је почетком рата у Босни била смештена у рејону села Бошковићи и села Алексићи. Први РАД је био размештен у ширем окружењу села Подрашница. Други РАД је био размештен у окружењу села Подновље, а Трећи РАД на Мањачи на локацији Свињци.
1. 1 2 3  Доказ бр. P1798b на суђењу IT-99-36:Brdjanin у Хашком трибуналу: „Komanda 89. RABR, Referisanje 07.12.1992. Banja Luka”. icr.icty.org. 28. 7. 1995. Архивирано из оригинала 22. 4. 2019. г. Приступљено 22. 4. 2019.

## Средства ПВО
- М-63 Пламен
- БОВ-1
- „Фагот”
- Маљутка”
- „Стршљен”
- „Зоља”
- „Оса”
- ИГЛА
- М53/59 Прага
  - 2K12 Куб
    - С-125 Нева